# Electrovestibulografía
La Electrovestibulografía (EVestG) es una nueva tecnología médica desarrollada por investigadores de la Universidad de Monash, para diagnosticar enfermedades mentales, como la depresión, la enfermedad de Parkinson y la esquizofrenia, imposible de ser detectadas de manera adecuada en la mayoría de las veces, a causa de la incertidumbre que aún existe cuando el paciente acude a al psiquiatra para ser evaluado, debido a la similitud notable en un conjunto de síntomas que son característicos a esas perturbaciones mentales. Por otra parte, otros técnicas físicas ya conocidas, como el electroencefalograma y la tomografía, indudablemente fallan debido a la falta de precisión esperada o por la interpretación incorrecta de los datos.
La técnica EVestG consiste en la conexión de un electrodo en el lóbulo de la oreja y consecuente / registro de la señal con el fin de analizarla con el software adecuado. Después de hacer la prueba, se compromete con un porcentaje satisfactorio (> 90%), la identificación correcta de la enfermedad que afecta al paciente a nivel de la cabeza.
Los inventores de EVestG siguen probando la tecnología (hasta en 1000 pacientes) para ser comercializada dentro de 5-10 años por la empresa Neural Biotechnology Diagnostics.